# Drumbanagher House
Drumbanagher House (auch Drumbanagher Castle oder Closes Castle, irisch Teach Dhroim Beannchair), beim Dorf Poyntzpass im nordirischen County Armagh, war ein großes Landhaus. William Henry Playfair baute es 1829 für Maxwell Close als „eines der großartigsten Landhäuser“.
Nach der Einquartierung von Einheiten der US Army und der British Army im Zweiten Weltkrieg ließ der Eigentümer Drumbanagher House 1951 abreißen, weil er die Kosten der Erhaltung nicht mehr tragen konnte. Das Anwesen verblieb im Eigentum der Familie Close. Im Belfast Telegraph gab der damalige Eigner 1962 kund:

”No mortal could have afforded to keep the castle going. So I had it demolished. Death duties, upkeep and financial difficulties meant I just had to get rid of it (...) It was perfectly sound and in good order when it was demolished (...) Now it looks like a nuclear bomb hit it.” (dt.: „Kein Sterblicher hätte es sich leisten können, das Landhaus zu erhalten. So ließ ich es abreißen. Erbschaftssteuern, Erhaltungskosten und finanzielle Schwierigkeiten bedeuteten für mich, dass ich es einfach loswerden musste (...) Es war ganz unbeschädigt und in gutem Zustand, als es abgerissen wurde (...) Jetzt sieht es aus, als hätte es eine Atombombe getroffen.“)

Heute ist alles, was von dem Haus übriggeblieben ist, die aus Bögen bestehende Vorfahrtshalle, die Charles Brett als „einem römischen Arc de Triomphe ähnlich“ beschreibt.